# Wayne Maunder
Pour les articles homonymes, voir Maunder.
Wayne Ernest Maunder, né le 19 décembre 1937 dans le comté de Victoria au Nouveau-Brunswick et mort le 11 novembre 2018 à Brattleboro au Vermont, est un acteur américain.

## Filmographie
- 1967 : Custer (en)(série TV) : lieutenant-colonel George Armstrong Custer
- 1968 : The Legend of Custer : lieutenant-colonel George Armstrong Custer
- 1968 : Ranch L ("Lancer") (série TV) : Scott Lancer
- 1971 : The Seven Minutes (en) : Mike Barrett
- 1972 : Kung Fu (TV) : McKay
- 1973 : Chase (série TV) : sergent Sam MacCray
- 1982 : Porky's : Cavanaugh

## Dans la fiction
Il est un personnage du film Once Upon a Time… in Hollywood (2019) de Quentin Tarantino. Son rôle est interprété par Luke Perry.